# Рафаель Бенітес
Рафае́ль Бені́тес Мау́дес (ісп. Rafael Benitez Maudez; нар. 16 квітня 1960 року, Мадрид, Іспанія) — іспанський футболіст, півзахисник, нині — тренер.
Найуспішніший тренер в історії «Валенсії», який зміг за три сезони свого перебування біля керма клубу двічі зробити його чемпіоном й одного разу виграти Кубок УЄФА. Один з трьох тренерів (поряд з Бобом Пейслі і Жозе Моурінью), якому вдалося виграти Кубок УЄФА, а наступного року виграти Кубок європейських чемпіонів. Бенітес став другим (після Джо Фегана) тренером «Ліверпуля», який зміг виграти Лігу чемпіонів УЄФА в перший же сезон свого перебування біля керма клубу.

## Початок кар'єри

### Гравець
Молодий Бенітес навчався в декількох школах по всьому Мадриду і грав за різні шкільні команди. Серед його шкільних друзів і товаришів по команді був відомий у майбутньому футболіст збірної Іспанії Рікардо Гальего. Юнак рано продемонстрував свій тренерський потенціал, коли у віці тринадцяти років став тренувати дитячу футбольну команду. У віці дванадцяти років Бенітес був прийнятий в одну з юнацьких команд мадридського «Реала». Він грав на позиції півзахисника спочатку в аматорських командах клубу в четвертому дивізіоні, а потім пробився до складу фарм-клубу мадридців — «Кастілья», гравшій у другому дивізіоні. Він також став студентом спортивного факультету Мадридського Політехнічного університету і в 1982 році отримав диплом за спеціальністю «фізичне виховання».
У 1979 році Бенітес був запрошений до складу збірної команди з футболу, що представляла Іспанію на іграх універсіади, що проходила в Мехіко. У першому ж матчі, що завершився перемогою іспанців над командою Куби 4:0, він відзначився, забивши гол з пенальті. У наступній грі, нульової нічиєї з Канадою, він отримав травму після жорсткого підкату суперника. Ця травма вивела його з ладу на рік і поставила хрест на його шанси заграти на найвищому рівні. У 1981 році Бенітес перейшов у клуб четвертого дивізіону «Парла». Спочатку він перебував у цьому клубі на правах оренди, але з часом підписав з ним постійний контракт і допоміг клубу досягти підвищення в класі, вийшовши в Сегунду-Б, третю іспанську лігу. За університетську збірну Іспанії надалі він провів ще три матчі. У 1985 році він перейшов в інший клуб третього дивізіону, «Лінарес», де як граючий тренер був помічником у Енріке Матеоса. Надалі через проблеми зі здоров'ям він був змушений пропустити практично весь сезон 1985/86 і врешті-решт він вирішив завершити ігрову кар'єру.

### Початок тренерської кар'єри
У 1986 році, у віці двадцяти шести років, Бенітес повернувся в мадридський «Реал» і приєднався до тренерського штабу клубу. Спочатку сезону 1986/87 він був призначений тренером «Кастільї-Б». З цією командою він двічі займав перше місце в лізі — у 1987 і 1989 роках. У 1990 році він утретє привів очолювану команду до перемоги — цього разу друге юнацьку команду «Реала». У середині сезону 1990/91 він змінив Хосе Антоніо Камачо на посаді тренера команди «Реала», складеної з молодих гравців до 19 років. З ними Бенітес двічі виграв юнацький кубок Іспанії — в 1991 і 1993 роках, обидва рази обігравши у фіналі юнаків «Барселони». У 1993 році команда зробила «дубль» — перемогла одночасно в чемпіонаті і в кубку Іспанії серед юнаків до 19 років. За період роботи в «Реалі», в 1989 році Бенітес отримав самостійну тренерську ліцензію, а в 1990 році проходив навчання у футбольному тренувальному таборі в Каліфорнійському університеті в Девісі.
У сезоні 1992/93 Бенітес був також асистентом Маріано Гарсії Ремона в «Реалі-Б» (екс-«Кастілья»). Після успішного виступу своєї юнацької команди Бенітес змінив Гарсію Ремона на його посаді на початку сезону 1993/94. У цей час «Реал Мадрид Б» виступав в другому іспанському дивізіоні, в своїй новій якості Бенітес дебютував 4 вересня 1993 року в матчі проти «Еркулес», завершився перемогою з рахунком 3:1. У березні 1994року він був призначений помічником тренера головної команди мадридців Вісенте Дель Боске, але сезон 1994/95 знову провів головним тренером «Реала-Б».

### Спеціаліст з виходу в еліту
Перші спроби самостійної роботи Бенітеса як головного тренера, після того як він пішов з «Реала», були більш ніж невдалими. У сезоні 1995/96 він був призначений тренером «Вальядоліда», однак звідти він був звільнений після того, як команда здобула лише дві перемоги в 23 іграх і опустилася в низ турнірної таблиці вищого дивізіону. У сезоні 1996/97 Бенітес очолив «Осасуну», що грала у другому дивізіоні, але вже через 9 ігор також був звільнений. У 1997 році він перейшов в інший клуб другого дивізіону, «Естремадуру», і цього разу вже домігся успіху, повернувши команду у вищий дивізіон з другого місця в таблиці, поступившись лише «Алавесу» і здобувши 23 перемоги в 42 матчах. «Естремадура» протрималася в еліті лише один сезон — фінішуючи в 1999 році на 17 місці, вона поступилася в перехідних матчах «Вільярреалу».
Після цього Бенітес залишив «Естремадуру» і присвятив один рік навчання в Англії та Італії. Він також працював коментатором і футбольним аналітиком на каналі Eurosport, в газетах Marca і El Mundo, а також на місцевому телебаченні Мадрида. У 2000 році він повернувся до тренерської діяльності і очолив «Тенерифе», що виступав на той момент у другому дивізіоні. У цій команді грали Міста, Курро Торрес і Луїс Гарсія. За підсумками сезону «Тенерифе» посів третє місце позаду «Севільї» і «Бетіса» і разом з цими клубами вийшов у вищий дивізіон.

## Валенсія

### Чемпіон Іспанії та Кубок УЄФА 2001-04
У 2001 році Бенітес був призначений тренером «Валенсії», замінивши Ектора Купера. Клуб раніше пропонував посаду головного тренера Хав'єру Іруреті, Мане́ і Луїсу Арагонесу, але всі три тренери відхилили пропозицію. Однак директор клубу Хав'єр Субіратс визнає потенціал Бенітеса і вступається за його призначення. Незважаючи на втрату Ґаїски Мендьєти, він успадкував від Купера команду сповнену потенціалу — з Сантьяґо Каньїсаресом, Роберто Аялою, Рубеном Барахою, Давідом Альбельдою, Вісенте і Пабло Аймаром які забезпечили основу для команди.
Бенітес незабаром підкорив і шанувальників «Валенсії», коли пристосував клуб до більш атакуючого стилю гри. Він також привів зі свого колишнього клубу Місту і Курро Торреса. Незабаром Міста стає найкращим бомбардиром «Валенсії» з 19 голами у сезоні 2003-04. У 2002 році тактика налаштована Бенітесом привела Валенсію до свого першого титулу Ла Ліги за останній 31 рік.
Однак у наступному сезоні 2002-2003 було розчарування «Валенсія» закінчила лише на п'ятому місці Ла Лігу, на вісімнадцять очок відставши від чемпіона Мадридського Реалу. В цьому сезоні Бенітес дебютує з «Валенсією» в Лізі чемпіонів УЄФА. Валенсія досягла чвертьфіналу програвши Інтернаціонале.
У сезоні 2003/2004 «Валенсія» повторила свій тріумф в чемпіонаті Іспанії, а також завоювала Кубок УЄФА.Попри цей успіх, Бенітес свариться з директором «Валенсії», за контроль над трансферною політикою клубу. Ці розбіжності змусили Бенітеса піти у відставку з поста тренера в червні 2004 року.

## Ліверпуль

### Стамбульське диво
25 травня 2005 року в Стамбулі «Ліверпуль» зустрічався в фіналі Ліги чемпіонів з «Міланом». У першому таймі італійці забили три м'ячі, практично забезпечивши собі перемогу в цьому матчі. Проте «Ліверпуль» зміг зібратися на другий тайм і за шість хвилин забити три м'ячі у ворота Діди, в результаті здобувши перемогу по пенальті. Таким чином, вперше в історії у фіналі міжнародного турніру клуб, який поступався з різницею у три м'ячі, зміг стати переможцем. Цей матч вважається одним з найвидатніших в історії футболу.

### Хікс, Жиллетт і криза в команді
Незважаючи на непрості взаємини з власниками клубу Томом Хіксом і Джорджем Жиллетом і провал команди в сезоні 2009\2010, Бенітес не був звільнений навесні 2010 року, хоча й ходили чутки про це. Борги клубу, що складали на той момент близько 350 мільйонів фунтів, не дозволяли власникам розірвати контракт з іспанцем, так як в такому випадку їм довелося б виплатити йому 16 мільйонів фунтів компенсації (зарплата Бенітеса за чинним на той час контрактом, розрахованим до 2014 року, становила 4 мільйони фунтів на рік). Сам Бенітес говорив про те, що хоче продовжити роботу з «Ліверпулем», однак вимагав підтвердження того, що клуб буде розвиватися далі.
2 червня 2010 року стало відомо, що керівництво «Ліверпуля» запропонувало Бенітесу достроково залишити свій пост і запропонувало як компенсацію 3 мільйони фунтів. 3 червня було офіційно оголошено про те, що Бенітес залишає посаду менеджера «Ліверпуля» «за взаємною згодою сторін».

## Інтернаціонале
6 червня газета Football Italia розмістила інформацію про те, що Бенітес нібито стане новим тренером міланського «Інтера». 8 червня президент італійського клубу Массімо Моратті в інтерв'ю офіційному сайту «Інтера» повідомив, що всі умови контракту з Бенітесом узгоджені, і в середу 9 червня новий наставник «нерадзуррі» буде офіційно представлений пресі. 10 червня Бенітес офіційно очолив команду, підписавши контракт до 30 червня 2012 рока. 21 серпня завоював з командою перший трофей — «Інтер» обіграв «Рому» у розіграші Суперкубка Італії з рахунком 3:1. А через тиждень команда програла мадридському Атлетіко з рахунком 2:0. 23 грудня 2010 року був звільнений із посади головного тренера.

## Ньюкасл
У березні 2016 року Бенітес став головним тренером «Ньюкасла». У жовтні 2016 року Бенітес був визнаний менеджером місяця у Чемпіоншипі . 24 червня 2019 року стало відомо, що керівництво «Ньюкаслу» не буде продовжувати з іспанцем контракт і він покине команду.

## Евертон
З липня 2021 року до 16 січня 2022 року — головний тренер англійського клубу «Евертон».

## Досягнення
«Валенсія»
- Чемпіон Іспанії: 2002, 2004
- Володар Кубка УЄФА: 2004

 «Ліверпуль»
- Володар Кубка Англії: 2006
- Володар Суперкубка Англії: 2006
- Переможець Ліги чемпіонів: 2005
- Володар Суперкубка УЄФА: 2005

 «Інтернаціонале»
- Володар Суперкубка Італії: 2010
- Переможець Клубного чемпіонат світу з футболу: 2010

 «Челсі»
- Переможець Ліги Європи: 2012–2013

 «Наполі»
- Володар Кубка Італії: 2014
- Володар Суперкубка Італії: 2014.

Особисті
- Найкращий тренер в історії футболу — 36 місце (World Soccer)[3][4]
- Найкращий тренер в історії футболу — 37 місце (France Football)[5][6][7]